# Sulfacetamid
Sulfacetamid – organiczny związek chemiczny, amid kwasu para-amino-benzenosulfonowego i kwasu octowego. Jego sól sodowa stosowana jest jako chemioterapeutyk o działaniu bakteriostatycznym w zapaleniach spojówki i rogówki.